# 1063
1063 (MXLIII) fue un año común comenzado en miércoles del calendario juliano.

## Acontecimientos
- En Santiago de Compostela (Galicia), don García es coronado como rey de Galicia.
- En Asia Menor (actual Turquía) se registra un terremoto, que arruina varias localidades, entre ellas Cícico (que había dejado de ser una ciudad próspera por el terremoto del 150, y tras este terremoto quedará despoblada).
- 5 de diciembre: en la aldea de Khammam, a 170 km al este de Hyderabad (India) sucede un terremoto.[1]

## Nacimientos
- Ocho Venado-Garra de Jaguar, gobernante mixteco.
- Zaida, princesa musulmana de al-Ándalus.

## Fallecimientos
- 30 de abril: Renzong, cuarto emperador de la dinastía Song de China.
- 8 de mayo: Ramiro I, rey aragonés entre 1035 y 1063.
- 15 de agosto: Ibn Hazm, filósofo, teólogo y poeta hispanoárabe.
- Bela I, rey húngaro.